# 토마시 페크하르트
토마시 페크하르트(체코어: Tomáš Pekhart, 1989년 5월 26일 ~)는 체코의 축구 선수로 현재 폴란드 엑스트라클라사의 레기아 바르샤바에서 공격수로 활약하고 있다.